# شهرداری ریو گراند (زاکاتکاس)
شهرداری ریو گراند (به اسپانیایی: Municipio de Río Grande) یک منطقهٔ مسکونی در مکزیک است که در ساکاتکاس واقع شده‌است. شهرداری ریو گراند ۱٬۸۴۲٫۹۳۱ کیلومتر مربع مساحت و ۶۲٬۶۹۳ نفر جمعیت دارد و ۱٬۸۵۷ متر بالاتر از سطح دریا واقع شده‌است.